# Patricia McFadden
Patricia McFadden (1952) è una sociologa, scrittrice e insegnante swazilandese, attivista femminista e sostenitrice dei diritti umani.

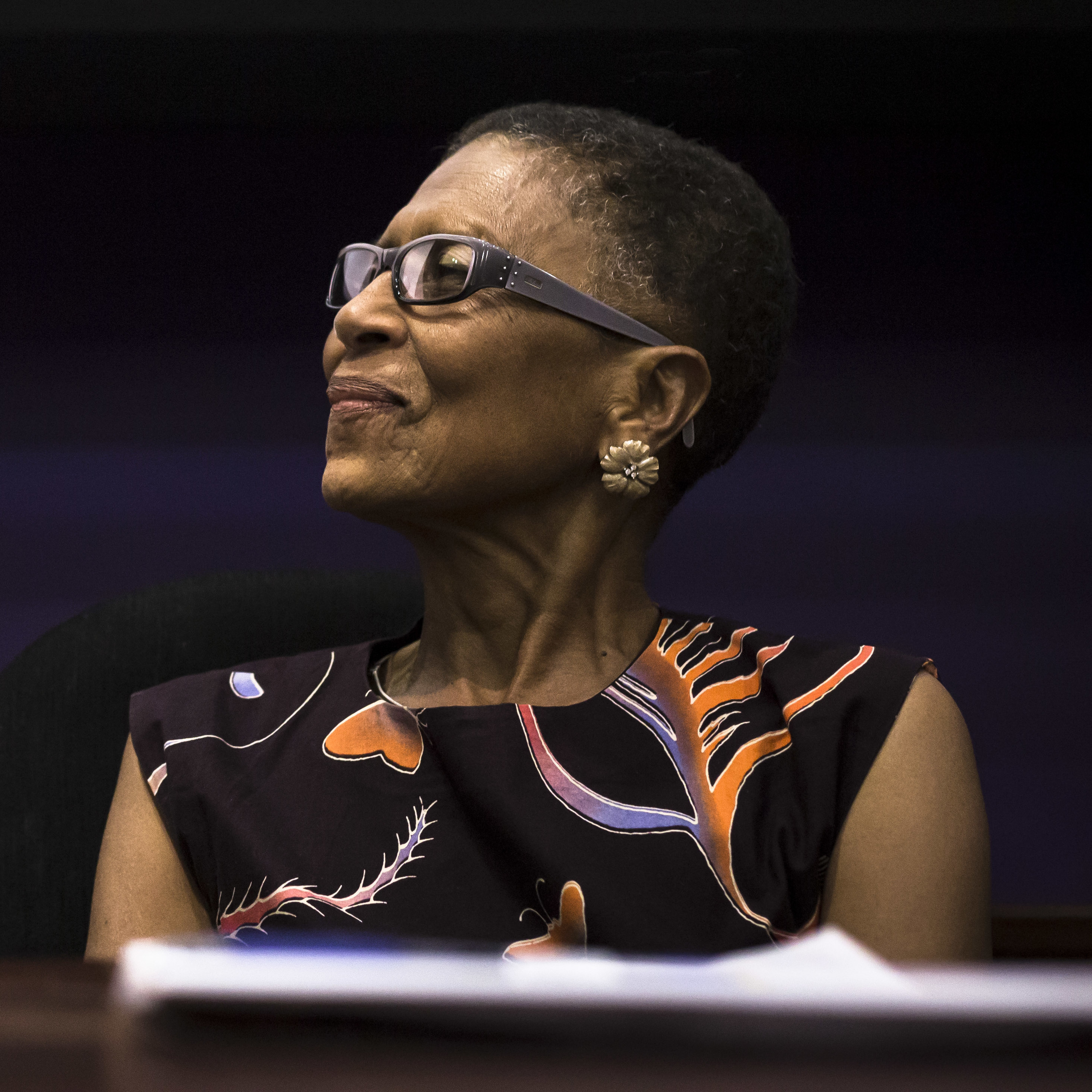
Patricia McFadden nel 2019

Ha anche lavorato nel movimento anti-apartheid per più di 20 anni. McFadden ha lavorato anche nei movimenti delle donne africane e globali. Come scrittrice, è stata bersaglio di persecuzioni politiche. Ha lavorato come redattrice della Southern African Feminist Review e di African Feminist Perspectives . Attualmente insegna e sostiene a livello internazionale i problemi delle donne. McFadden è stato professoressa alla Cornell University , alla Spelman College, alla Syracuse University e alla Smith College negli Stati Uniti.  Lavora anche come "consulente femminista", supportando le donne nella creazione di spazi femministi istituzionalmente sostenibili all'interno dell'Africa meridionale.

## Biografia
Ha frequentato l'Università dell'eSwatini studiando politica e sociologia. Ha poi frequentato l'Università di Dar es Salaam per un master in quest'ultima facoltà. Ha anche conseguito il dottorato di ricerca presso l'Università di Warwick nel Regno Unito nel 1987.

## Carriera
Ha lavorato come responsabile presso il Southern African Regional Institute for Policy Studies (SARIPS) in Zimbabwe, dal 1993 al 2005.  Ha lavorato come redattrice della Southern African Feminist Review dal 1995 al 2000. Ha anche lavorato come preside internazionale presso l'Università Internazionale delle Donne (IFU) dal 1998 al 2000.

### Scrittrice
Come scrittrice, le principali aree di indagine intellettuale della McFadden sono: sessualità, salute riproduttiva e sessuale, identità di genere, violazione e cittadinanza per le donne africane. Ha presentato numerosi articoli presso università, conferenze e seminari a livello internazionale in Norvegia, Svezia, Danimarca, Namibia, Sudafrica, Ghana, Gibuti, Keny, Uganda, Brasile, Cina, Germania, Etiopia e Regno Unito.

## Pubblicazioni

### Saggi
- Diventare postcoloniale: le donne africane cambiano il significato di cittadinanza - 2005.
- Sfida all'HIV e all'AIDS: resistenza e advocacy nella vita delle donne nere in Africa meridionale
- Guerra attraverso una lente femminista
- Tra l'incudine e il martello: posizionare il femminismo nel 'dibattito africano' e nel 'patriarcato
- Sessualità e globalizzazione[4]

### Libri
- Riflessioni sulle questioni di genere in Africa (Sapes Books) - 1999
- Riconcettualizzare la famiglia in un ambiente in cambiamento dell'Africa australe con Sara C. Mvududu (Africa Institute of South Africa), 2001.[4]